# Surgery (Zeitschrift)
Surgery ist eine wissenschaftliche Fachzeitschrift, die vom Elsevier-Verlag im Auftrag der Society of University Surgeons, der Central Surgical Association und der American Association of Endocrine Surgeons veröffentlicht wird. Die Zeitschrift erscheint mit zwölf Ausgaben im Jahr. Es werden Arbeiten veröffentlicht, die sich mit allgemeinchirurgischen Fragestellungen beschäftigen.
Der Impact Factor lag im Jahr 2014 bei 3,380. Nach der Statistik des ISI Web of Knowledge wird das Journal mit diesem Impact Factor in der Kategorie Chirurgie an 23. Stelle von 198 Zeitschriften geführt.